# Gianluca Masi
| 10931 Ceccano         | 16 febbraio 1998  |
| 20433 Prestinenza     | 14 febbraio 1999  |
| 20513 Lazio           | 10 settembre 1999 |
| 21661 Olgagermani     | settembre 1999    |
| 21685 Francomallia    | 11 settembre 1999 |
| 21799 Ciociaria       | 1º ottobre 1999   |
| 25337 Elisabetta      | 6 agosto 1999     |
| 40409 Taichikato      | 6 settembre 1999  |
| 49501 Basso           | 13 febbraio 1999  |
| 65487 Divinacommedia  | 9 febbraio 2003   |
| 66458 Romaplanetario  | 22 agosto 1999    |
| 73453 Ninomanfredi    | 13 luglio 2002    |
| 74625 Tieproject      | 10 settembre 1999 |
| 98722 Elenaumberto    | 22 dicembre 2000  |
| 101902 Gisellaluccone | 3 settembre 1999  |
| 145820 Valeromeo      | 15 ottobre 1998   |
| 216591 Coetzee        | 21 luglio 2002    |
| 243637 Frosinone      | 8 ottobre 1999    |
| 269762 Nocentini      | 4 ottobre 1999    |
| 435127 Virtelpro      | 14 marzo 2007     |

Gianluca Masi (Frosinone, 22 gennaio 1972) è un astrofisico e divulgatore scientifico italiano.

## Biografia
È curatore scientifico del Planetario e museo astronomico di Roma e nel 2006 ha fondato il Virtual Telescope Project, di cui è il responsabile scientifico.
Fino al 2022, Masi compie regolarmente osservazioni dall'osservatorio Bellatrix di Ceccano in Italia, fondato nel 1997. Successivamente, a gennaio 2023 trasferisce i suoi strumenti nel comune di Manciano, nella Maremma grossetana, sotto uno dei cieli migliori della Penisola. Il Minor Planet Center gli accredita la scoperta di 25 asteroidi, effettuate tra il 1998 e il 2003, di cui parte in collaborazione con Franco Mallia e René Michelsen.
La sua attività scientifica riguarda principalmente oggetti near-Earth, i pianeti extrasolari e le variabili cataclismiche.
Masi è il responsabile del Programma T3, un gruppo di ricerca di comete tra gli asteroidi della fascia principale.
Nel 2004, con Franco Mallia e Roger Wilcox, ha scoperto che l'oggetto 2004 TU12, inizialmente ritenuto un asteroide dai suoi scopritori, era invece una cometa..
Nel 2007 è stato uno dei coscopritori degli esopianeti XO-2N b e XO-3 b.
Nel 2015 è stato uno dei coscopritori di ASASSN-15lh, la più luminosa supernova mai scoperta nella storia.
Il 15 agosto 2023 ha riportato la scoperta di un nuovo candidato blazar nel campo della Galassia di Andromeda.
Il 1 ottobre 2023 ha scoperto una probabile nova sempre nella Galassia di Andromeda.
Nell'aprile 2024 osserva il quasar  SDSS J114816.64+525150.3, l'oggetto celeste più lontano nel cielo boreale osservabile alle lunghezze d'onda del visibile , mentre nel novembre dello stesso anno osserva il quasar PSO J006.1240+39.2219, l'oggetto celeste più lontano mai osservato con strumenti dal diametro inferiore ai 180 centimetri, stabilendo un vero e proprio primato.
Tra i risultati che hanno contribuito alla notorietà di Masi vi è stato anche uno studio del dipinto Notte stellata sul Rodano di Vincent van Gogh per determinarne la data e modalità di realizzazione in base alla posizione delle stelle dipinte.
Gli è stato dedicato l'asteroide 21795 Masi .